# Waterpolo op de Olympische Zomerspelen 2020 – vrouwen
Het waterpolotoernooi voor vrouwen tijdens de Olympische Zomerspelen 2020 in Tokio begon op 24 juli 2021 en eindigde op 7 augustus. Dit was de zesde editie van het vrouwentoernooi, dat sinds 2000 wordt georganiseerd.
De tien deelnemende teams waren verdeeld over twee groepen van vijf, waarin een halve competitie werd gespeeld. Aan het einde van de groepsfase plaatsten de nummers één tot en met vier van elke groep zich voor de kwartfinales; de winnaars van de vier kwartfinales gingen door naar de halve finales. De winnaars van de halve finales plaatsten zich voor de finale, terwijl de verliezers een wedstrijd speelden om de bronzen medaille.
Het toernooi zou in 2020 plaatsvinden, maar vanwege de coronapandemie werd op 24 maart 2020 besloten de Olympische Spelen uit te stellen tot de zomer van 2021.

## Competitieschema
Het vrouwentoernooi begint op 24 juli 2021.
| GF | Groepsfase | ¼ | Kwartfinale | ½ | Halve finale | T | Troostfinale | F | Finale |

| Datum →     | 24 | 25 | 26 | 27 | 28 | 29 | 30 | 31 | 1  | 2 | 3 | 4 | 5 | 6 | 6 | 7 | 7 | 8 | 8 |
| Onderdeel ↓ | 24 | 25 | 26 | 27 | 28 | 29 | 30 | 31 | 1  | 2 | 3 | 4 | 5 | 6 | 6 | 7 | 7 | 8 | 8 |
| ----------- | -- | -- | -- | -- | -- | -- | -- | -- | -- | - | - | - | - | - | - | - | - | - | - |
| Vrouwen     | GF |    | GF |    | GF |    | GF |    | GF |   | ¼ |   | ½ |   |   | T | F |   |   |

## Groepsfase

### Groep A
| Pos | Team        | Wed | W | G | V | Ptn | DV | DT | +/− | Kwalificatie |
| --- | ----------- | --- | - | - | - | --- | -- | -- | --- | ------------ |
| 1   | Spanje      | 4   | 3 | 0 | 1 | 6   | 71 | 37 | +34 | Kwartfinales |
| 2   | Australië   | 4   | 3 | 0 | 1 | 6   | 46 | 33 | +13 | Kwartfinales |
| 3   | Nederland   | 4   | 3 | 0 | 1 | 6   | 75 | 41 | +34 | Kwartfinales |
| 4   | Canada      | 4   | 1 | 0 | 3 | 2   | 48 | 39 | +9  | Kwartfinales |
| 5   | Zuid-Afrika | 4   | 0 | 0 | 4 | 0   | 7  | 97 | −90 |              |

| 24 juli 2021 14:00 v | Verslag | Canada                                 | 5–8   | Australië  | Tokyo Tatsumi International Swimming Centre, Tokio Scheidsrechters: Michael Goldenberg (USA), György Kun (HUN) |
| 24 juli 2021 14:00 v | Verslag | Scores in periodes: 1–1, 2–4, 1–2, 1–1 |       |            | Tokyo Tatsumi International Swimming Centre, Tokio Scheidsrechters: Michael Goldenberg (USA), György Kun (HUN) |
| 24 juli 2021 14:00 v | Verslag | Eggens 3                               | Goals | Halligan 3 | Tokyo Tatsumi International Swimming Centre, Tokio Scheidsrechters: Michael Goldenberg (USA), György Kun (HUN) |

| 24 juli 2021 15:30 v | Verslag | Zuid-Afrika                             | 4–29  | Spanje | Tokyo Tatsumi International Swimming Centre, Tokio Scheidsrechters: Asumi Tsuzaki (JPN), Ursula Wengenroth (SUI) |
| 24 juli 2021 15:30 v | Verslag | Scores in periodes: 2–5, 1–9, 1–5, 0–10 |       |        | Tokyo Tatsumi International Swimming Centre, Tokio Scheidsrechters: Asumi Tsuzaki (JPN), Ursula Wengenroth (SUI) |
| 24 juli 2021 15:30 v | Verslag | Wedderburn 2                            | Goals | Ruiz 5 | Tokyo Tatsumi International Swimming Centre, Tokio Scheidsrechters: Asumi Tsuzaki (JPN), Ursula Wengenroth (SUI) |

| 26 juli 2021 18:20 v | Verslag | Australië                              | 15–12 | Nederland      | Tokyo Tatsumi International Swimming Centre, Tokio Scheidsrechters: Adrian Alexandrescu (ROE), Arkadiy Voevodin (RUS) |
| 26 juli 2021 18:20 v | Verslag | Scores in periodes: 3-3, 2-5, 5-2, 5-2 |       |                | Tokyo Tatsumi International Swimming Centre, Tokio Scheidsrechters: Adrian Alexandrescu (ROE), Arkadiy Voevodin (RUS) |
| 26 juli 2021 18:20 v | Verslag | drie spelers 3                         | Goals | vier spelers 2 | Tokyo Tatsumi International Swimming Centre, Tokio Scheidsrechters: Adrian Alexandrescu (ROE), Arkadiy Voevodin (RUS) |

| 26 juli 2021 19:50 v | Verslag | Spanje                                 | 14–10 | Canada         | Tokyo Tatsumi International Swimming Centre, Tokio Scheidsrechters: Georgios Stavridis (GRE), Nenad Periš (CRO) |
| 26 juli 2021 19:50 v | Verslag | Scores in periodes: 4–2, 2–2, 3–2, 5–3 |       |                | Tokyo Tatsumi International Swimming Centre, Tokio Scheidsrechters: Georgios Stavridis (GRE), Nenad Periš (CRO) |
| 26 juli 2021 19:50 v | Verslag | Ortiz 4                                | Goals | Lemay-Lavoie 3 | Tokyo Tatsumi International Swimming Centre, Tokio Scheidsrechters: Georgios Stavridis (GRE), Nenad Periš (CRO) |

| 28 juli 2021 14:00 v | Verslag | Canada                                 | 21–1  | Zuid-Afrika | Tokyo Tatsumi International Swimming Centre, Tokio Scheidsrechters: Asumi Tsuzaki (JPN), John Waldow (NZL) |
| 28 juli 2021 14:00 v | Verslag | Scores in periodes: 5–1, 4–0, 4–0, 8–0 |       |             | Tokyo Tatsumi International Swimming Centre, Tokio Scheidsrechters: Asumi Tsuzaki (JPN), John Waldow (NZL) |
| 28 juli 2021 14:00 v | Verslag | Sohi 4                                 | Goals | Moir 1      | Tokyo Tatsumi International Swimming Centre, Tokio Scheidsrechters: Asumi Tsuzaki (JPN), John Waldow (NZL) |

| 28 juli 2021 15:30 v | Verslag | Nederland                              | 14–13 | Spanje     | Tokyo Tatsumi International Swimming Centre, Tokio Scheidsrechters: Sébastien Dervieux (FRA), Michael Goldenberg (USA) |
| 28 juli 2021 15:30 v | Verslag | Scores in periodes: 2–3, 3–2, 3–2, 6–6 |       |            | Tokyo Tatsumi International Swimming Centre, Tokio Scheidsrechters: Sébastien Dervieux (FRA), Michael Goldenberg (USA) |
| 28 juli 2021 15:30 v | Verslag | Van de Kraats 6                        | Goals | A. Espar 4 | Tokyo Tatsumi International Swimming Centre, Tokio Scheidsrechters: Sébastien Dervieux (FRA), Michael Goldenberg (USA) |

| 30 juli 2021 14:00 v | Verslag | Zuid-Afrika                            | 1–33  | Nederland | Tokyo Tatsumi International Swimming Centre, Tokio Scheidsrechters: Nicola Johnson (AUS), Ursula Wengenroth (SUI) |
| 30 juli 2021 14:00 v | Verslag | Scores in periodes: 0-7, 0-9, 1-9, 0-8 |       |           | Tokyo Tatsumi International Swimming Centre, Tokio Scheidsrechters: Nicola Johnson (AUS), Ursula Wengenroth (SUI) |
| 30 juli 2021 14:00 v | Verslag | Wedderburn 1                           | Goals | Keuning 6 | Tokyo Tatsumi International Swimming Centre, Tokio Scheidsrechters: Nicola Johnson (AUS), Ursula Wengenroth (SUI) |

| 30 juli 2021 19:50 v | Verslag | Spanje                                 | 15–9  | Australië         | Tokyo Tatsumi International Swimming Centre, Tokio Scheidsrechters: Sébastien Dervieux (FRA), Arkadii Voevodin (RUS) |
| 30 juli 2021 19:50 v | Verslag | Scores in periodes: 3–3, 4–3, 4–1, 4–2 |       |                   | Tokyo Tatsumi International Swimming Centre, Tokio Scheidsrechters: Sébastien Dervieux (FRA), Arkadii Voevodin (RUS) |
| 30 juli 2021 19:50 v | Verslag | Ortiz 5                                | Goals | Kearns, Webster 2 | Tokyo Tatsumi International Swimming Centre, Tokio Scheidsrechters: Sébastien Dervieux (FRA), Arkadii Voevodin (RUS) |

| 1 augustus 2021 15:30 v | Verslag | Nederland                              | 16–12 | Canada      | Tokyo Tatsumi International Swimming Centre, Tokio Scheidsrechters: Alessandro Severo (ITA), Nenad Peris (CRO) |
| 1 augustus 2021 15:30 v | Verslag | Scores in periodes: 4-4, 4-3, 3-2, 5-3 |       |             | Tokyo Tatsumi International Swimming Centre, Tokio Scheidsrechters: Alessandro Severo (ITA), Nenad Peris (CRO) |
| 1 augustus 2021 15:30 v | Verslag | Van de Kraats 6                        | Goals | Christmas 4 | Tokyo Tatsumi International Swimming Centre, Tokio Scheidsrechters: Alessandro Severo (ITA), Nenad Peris (CRO) |

| 1 augustus 2021 19:50 v | Verslag | Australië                              | 14–1  | Zuid-Afrika | Tokyo Tatsumi International Swimming Centre, Tokio Scheidsrechters: Daniel Daners (URU), Jeremy Cheng (SGP) |
| 1 augustus 2021 19:50 v | Verslag | Scores in periodes: 1–0, 6–1, 4–0, 3–0 |       |             | Tokyo Tatsumi International Swimming Centre, Tokio Scheidsrechters: Daniel Daners (URU), Jeremy Cheng (SGP) |
| 1 augustus 2021 19:50 v | Verslag | vijf spelers 2                         | Goals | Vaughan 1   | Tokyo Tatsumi International Swimming Centre, Tokio Scheidsrechters: Daniel Daners (URU), Jeremy Cheng (SGP) |

### Groep B
| Pos | Team             | Wed | W | G | V | Ptn | DV | DT | +/− | Kwalificatie |
| --- | ---------------- | --- | - | - | - | --- | -- | -- | --- | ------------ |
| 1   | Verenigde Staten | 4   | 3 | 0 | 1 | 6   | 64 | 26 | +38 | Kwartfinales |
| 2   | Hongarije        | 4   | 2 | 1 | 1 | 5   | 46 | 43 | +3  | Kwartfinales |
| 3   | Russische ploeg  | 4   | 2 | 1 | 1 | 5   | 53 | 61 | −8  | Kwartfinales |
| 4   | China            | 4   | 2 | 0 | 2 | 4   | 51 | 50 | +1  | Kwartfinales |
| 5   | Japan (G)        | 4   | 0 | 0 | 4 | 0   | 44 | 78 | −34 |              |

| 24 juli 2021 18:20 v | Verslag | Japan                                  | 4–25  | Verenigde Staten        | Tokyo Tatsumi International Swimming Centre, Tokio Scheidsrechters: Germán Moller (ARG), Nicola Johnson (AUS) |
| 24 juli 2021 18:20 v | Verslag | Scores in periodes: 3–8, 0–6, 1–7, 0–4 |       |                         | Tokyo Tatsumi International Swimming Centre, Tokio Scheidsrechters: Germán Moller (ARG), Nicola Johnson (AUS) |
| 24 juli 2021 18:20 v | Verslag | Koide 2                                | Goals | Haralabidis, Steffens 5 | Tokyo Tatsumi International Swimming Centre, Tokio Scheidsrechters: Germán Moller (ARG), Nicola Johnson (AUS) |

| 24 juli 2021 19:50 v | Verslag | China                                  | 17–18 | Russische ploeg | Tokyo Tatsumi International Swimming Centre, Tokio Scheidsrechters: Marie-Claude Deslières (CAN), Michiel Zwart (NED) |
| 24 juli 2021 19:50 v | Verslag | Scores in periodes: 6–5, 4–4, 4–5, 3–4 |       |                 | Tokyo Tatsumi International Swimming Centre, Tokio Scheidsrechters: Marie-Claude Deslières (CAN), Michiel Zwart (NED) |
| 24 juli 2021 19:50 v | Verslag | Wang X. 4                              | Goals | Prokofyeva 4    | Tokyo Tatsumi International Swimming Centre, Tokio Scheidsrechters: Marie-Claude Deslières (CAN), Michiel Zwart (NED) |

| 26 juli 2021 14:00 v | Verslag | Verenigde Staten                       | 12–7  | China            | Tokyo Tatsumi International Swimming Centre, Tokio Scheidsrechters: Alessandro Severo (ITA), Dion Willis (RSA) |
| 26 juli 2021 14:00 v | Verslag | Scores in periodes: 4–4, 2–2, 3–0, 3–1 |       |                  | Tokyo Tatsumi International Swimming Centre, Tokio Scheidsrechters: Alessandro Severo (ITA), Dion Willis (RSA) |
| 26 juli 2021 14:00 v | Verslag | Fischer 3                              | Goals | Wang, Zhang J. 2 | Tokyo Tatsumi International Swimming Centre, Tokio Scheidsrechters: Alessandro Severo (ITA), Dion Willis (RSA) |

| 26 juli 2021 15:30 v | Verslag | Russische ploeg                        | 10–10 | Hongarije            | Tokyo Tatsumi International Swimming Centre, Tokio Scheidsrechters: Sébastien Dervieux (FRA), Xevi Buch (ESP) |
| 26 juli 2021 15:30 v | Verslag | Scores in periodes: 1–2, 3–5, 3–1, 3–2 |       |                      | Tokyo Tatsumi International Swimming Centre, Tokio Scheidsrechters: Sébastien Dervieux (FRA), Xevi Buch (ESP) |
| 26 juli 2021 15:30 v | Verslag | Prokofyeva 4                           | Goals | Leimeter, Szilágyi 2 | Tokyo Tatsumi International Swimming Centre, Tokio Scheidsrechters: Sébastien Dervieux (FRA), Xevi Buch (ESP) |

| 28 juli 2021 14:00 v | Verslag | Hongarije                              | 10–9  | Verenigde Staten | Tokyo Tatsumi International Swimming Centre, Tokio Scheidsrechters: Nenad Periš (CRO), Xevi Buch (ESP) |
| 28 juli 2021 14:00 v | Verslag | Scores in periodes: 2–2, 3–3, 1–3, 4–1 |       |                  | Tokyo Tatsumi International Swimming Centre, Tokio Scheidsrechters: Nenad Periš (CRO), Xevi Buch (ESP) |
| 28 juli 2021 14:00 v | Verslag | Parkes 3                               | Goals | Musselman 3      | Tokyo Tatsumi International Swimming Centre, Tokio Scheidsrechters: Nenad Periš (CRO), Xevi Buch (ESP) |

| 28 juli 2021 18:20 v | Verslag | China                                  | 16–11 | Japan   | Tokyo Tatsumi International Swimming Centre, Tokio Scheidsrechters: Marie-Claude Deslières (CAN), Viktor Salnichenko (KAZ) |
| 28 juli 2021 18:20 v | Verslag | Scores in periodes: 5–2, 4–3, 4–3, 3–3 |       |         | Tokyo Tatsumi International Swimming Centre, Tokio Scheidsrechters: Marie-Claude Deslières (CAN), Viktor Salnichenko (KAZ) |
| 28 juli 2021 18:20 v | Verslag | Zhang 5                                | Goals | Arima 3 | Tokyo Tatsumi International Swimming Centre, Tokio Scheidsrechters: Marie-Claude Deslières (CAN), Viktor Salnichenko (KAZ) |

| 30 juli 2021 15:30 v | Verslag | Verenigde Staten                       | 18–5  | Russische ploeg | Tokyo Tatsumi International Swimming Centre, Tokio Scheidsrechters: Alessandro Severo (ITA), Xevi Buch (ESP) |
| 30 juli 2021 15:30 v | Verslag | Scores in periodes: 5–1, 4–2, 6–1, 3–1 |       |                 | Tokyo Tatsumi International Swimming Centre, Tokio Scheidsrechters: Alessandro Severo (ITA), Xevi Buch (ESP) |
| 30 juli 2021 15:30 v | Verslag | Haralabidis, Steffens 4                | Goals | Simanovich 2    | Tokyo Tatsumi International Swimming Centre, Tokio Scheidsrechters: Alessandro Severo (ITA), Xevi Buch (ESP) |

| 30 juli 2021 18:20 v | Verslag | Japan                                  | 13–17 | Hongarije | Tokyo Tatsumi International Swimming Centre, Tokio Scheidsrechters: Adrian Alexandrescu (ROU), Vojin Putniković (SRB) |
| 30 juli 2021 18:20 v | Verslag | Scores in periodes: 4–3, 3–4, 3–5, 3–5 |       |           | Tokyo Tatsumi International Swimming Centre, Tokio Scheidsrechters: Adrian Alexandrescu (ROU), Vojin Putniković (SRB) |
| 30 juli 2021 18:20 v | Verslag | Arima, Inaba 4                         | Goals | Parkes 6  | Tokyo Tatsumi International Swimming Centre, Tokio Scheidsrechters: Adrian Alexandrescu (ROU), Vojin Putniković (SRB) |

| 1 augustus 2021 14:00 v | Verslag | Hongarije                              | 9–11  | China          | Tokyo Tatsumi International Swimming Centre, Tokio Scheidsrechters: Viktor Salnichenko (KAZ), Frank Ohme (GER) |
| 1 augustus 2021 14:00 v | Verslag | Scores in periodes: 1–4, 1–3, 2–1, 5–3 |       |                | Tokyo Tatsumi International Swimming Centre, Tokio Scheidsrechters: Viktor Salnichenko (KAZ), Frank Ohme (GER) |
| 1 augustus 2021 14:00 v | Verslag | Gurisatti 4                            | Goals | twee spelers 2 | Tokyo Tatsumi International Swimming Centre, Tokio Scheidsrechters: Viktor Salnichenko (KAZ), Frank Ohme (GER) |

| 1 augustus 2021 18:20 v | Verslag | Russische ploeg                        | 20–16 | Japan   | Tokyo Tatsumi International Swimming Centre, Tokio Scheidsrechters: Marie-Claude Deslières (CAN), Dion Willis (RSA) |
| 1 augustus 2021 18:20 v | Verslag | Scores in periodes: 5–5, 7–3, 6–4, 2–4 |       |         | Tokyo Tatsumi International Swimming Centre, Tokio Scheidsrechters: Marie-Claude Deslières (CAN), Dion Willis (RSA) |
| 1 augustus 2021 18:20 v | Verslag | Serzhantova 4                          | Goals | Arima 5 | Tokyo Tatsumi International Swimming Centre, Tokio Scheidsrechters: Marie-Claude Deslières (CAN), Dion Willis (RSA) |

## Knock-outfase

### Wedstrijdschema
|  | Kwartfinale      | Kwartfinale      |                 |    | Halve finale | Halve finale |  |  | Finale | Finale |
|  |                  |                  |                 |    |              |              |  |  |        |        |
|  | 3 augustus       |                  |                 |    |              |              |  |  |        |        |
|  |                  |                  |                 |    |              |              |  |  |        |        |
|  | Spanje           | 11               |                 |    |              |              |  |  |        |        |
|  | Spanje           | 11               | 5 augustus      |    |              |              |  |  |        |        |
|  | China            | 7                |                 |    |              |              |  |  |        |        |
|  | China            | 7                | Spanje          | 8  |              |              |  |  |        |        |
|  | 3 augustus       |                  | Spanje          | 8  |              |              |  |  |        |        |
|  |                  | Hongarije        | 6               |    |              |              |  |  |        |        |
|  | Nederland        | Hongarije        | 6               | 11 |              |              |  |  |        |        |
|  | Nederland        |                  | 7 augustus      | 11 |              |              |  |  |        |        |
|  | Hongarije        | 14               |                 |    |              |              |  |  |        |        |
|  | Hongarije        | 14               | Spanje          | 5  |              |              |  |  |        |        |
|  | 3 augustus       |                  | Spanje          | 5  |              |              |  |  |        |        |
|  |                  | Verenigde Staten | 14              |    |              |              |  |  |        |        |
|  | Australië        | Verenigde Staten | 14              | 8  |              |              |  |  |        |        |
|  | Australië        | 5 augustus       |                 | 8  |              |              |  |  |        |        |
|  | Russische ploeg  | 9                |                 |    |              |              |  |  |        |        |
|  | Russische ploeg  | 9                | Russische ploeg | 11 |              |              |  |  |        |        |
|  | 3 augustus       |                  | Russische ploeg | 11 |              |              |  |  |        |        |
|  |                  | Verenigde Staten | 15              |    | Troostfinale | Troostfinale |  |  |        |        |
|  | Canada           | Verenigde Staten | 15              | 5  | Troostfinale | Troostfinale |  |  |        |        |
|  | Canada           |                  | 7 augustus      | 5  |              |              |  |  |        |        |
|  | Verenigde Staten | 16               |                 |    |              |              |  |  |        |        |
|  | Verenigde Staten | 16               | Hongarije       | 11 |              |              |  |  |        |        |
|  |                  |                  |                 |    |              |              |  |  |        |        |
|  | Russische ploeg  | 9                |                 |    |              |              |  |  |        |        |
|  | Russische ploeg  | 9                |                 |    |              |              |  |  |        |        |

Plaatsingswedstrijden
|  | Halve finales plaatsen 5 t/m 8 | Halve finales plaatsen 5 t/m 8 |                |        | Vijfde plaats | Vijfde plaats |
|  |                                |                                |                |        |               |               |
|  | 5 augustus                     |                                |                |        |               |               |
|  |                                |                                |                |        |               |               |
|  | China                          | 6                              |                |        |               |               |
|  | China                          | 6                              | 7 augustus     |        |               |               |
|  | Nederland                      | 13                             |                |        |               |               |
|  | Nederland                      | 13                             | Nederland      | 7      |               |               |
|  | 5 augustus                     |                                | Nederland      | 7      |               |               |
|  |                                | Australië                      | 14             |        |               |               |
|  | Australië                      | Australië                      | 14             | 10 (4) |               |               |
|  | Australië                      |                                |                | 10 (4) |               |               |
|  | Canada                         | 10 (2)                         |                |        |               |               |
|  | Canada                         | 10 (2)                         | Zevende plaats |        |               |               |
|  |                                |                                |                |        |               |               |
|  | 7 augustus                     |                                |                |        |               |               |
|  |                                |                                |                |        |               |               |
|  | China                          | 7                              |                |        |               |               |
|  | China                          | 7                              |                |        |               |               |
|  | Canada                         | 16                             |                |        |               |               |

### Kwartfinales
| 3 augustus 2021 14:00 v | Verslag | Canada                                 | 5–16  | Verenigde Staten | Tokyo Tatsumi International Swimming Centre, Tokio Scheidsrechters: Asumi Tsuzaki (JPN), Georgios Stavridis (GRE) |
| 3 augustus 2021 14:00 v | Verslag | Scores in periodes: 1–7, 2–4, 0–0, 2–5 |       |                  | Tokyo Tatsumi International Swimming Centre, Tokio Scheidsrechters: Asumi Tsuzaki (JPN), Georgios Stavridis (GRE) |
| 3 augustus 2021 14:00 v | Verslag | La Roche 2                             | Goals | drie spelers 3   | Tokyo Tatsumi International Swimming Centre, Tokio Scheidsrechters: Asumi Tsuzaki (JPN), Georgios Stavridis (GRE) |

| 3 augustus 2021 15:30 v | Verslag | Spanje                                 | 11–7  | China  | Tokyo Tatsumi International Swimming Centre, Tokio Scheidsrechters: Sébastien Dervieux (FRA), Michael Goldenberg (USA) |
| 3 augustus 2021 15:30 v | Verslag | Scores in periodes: 5–2, 4–3, 2–1, 0–1 |       |        | Tokyo Tatsumi International Swimming Centre, Tokio Scheidsrechters: Sébastien Dervieux (FRA), Michael Goldenberg (USA) |
| 3 augustus 2021 15:30 v | Verslag | Forca 4                                | Goals | Deng 2 | Tokyo Tatsumi International Swimming Centre, Tokio Scheidsrechters: Sébastien Dervieux (FRA), Michael Goldenberg (USA) |

| 3 augustus 2021 18:20 v | Verslag | Nederland                              | 11–14 | Hongarije  | Tokyo Tatsumi International Swimming Centre, Tokio Scheidsrechters: Nenad Periš (CRO), Alessandro Severo (ITA) |
| 3 augustus 2021 18:20 v | Verslag | Scores in periodes: 3–4, 4–4, 2–2, 2–4 |       |            | Tokyo Tatsumi International Swimming Centre, Tokio Scheidsrechters: Nenad Periš (CRO), Alessandro Severo (ITA) |
| 3 augustus 2021 18:20 v | Verslag | Van der Kraats 4                       | Goals | Leimeter 4 | Tokyo Tatsumi International Swimming Centre, Tokio Scheidsrechters: Nenad Periš (CRO), Alessandro Severo (ITA) |

| 3 augustus 2021 19:50 v | Verslag | Australië                              | 8–9   | Russische ploeg | Tokyo Tatsumi International Swimming Centre, Tokio Scheidsrechters: Adrian Alexandrescu (ROU), Xevi Buch (ESP) |
| 3 augustus 2021 19:50 v | Verslag | Scores in periodes: 2–4, 2–2, 2–2, 2–1 |       |                 | Tokyo Tatsumi International Swimming Centre, Tokio Scheidsrechters: Adrian Alexandrescu (ROU), Xevi Buch (ESP) |
| 3 augustus 2021 19:50 v | Verslag | Armit, Halligan 2                      | Goals | drie spelers 2  | Tokyo Tatsumi International Swimming Centre, Tokio Scheidsrechters: Adrian Alexandrescu (ROU), Xevi Buch (ESP) |

### Halve finales plaatsen 5 t/m 8
| 5 augustus 2021 14:00 v | Verslag | China                                  | 6–13  | Nederland | Tokyo Tatsumi International Swimming Centre, Tokio Scheidsrechters: Viktor Salnichenko (KAZ), György Kun (HUN) |
| 5 augustus 2021 14:00 v | Verslag | Scores in periodes: 0–1, 2–5, 1–2, 3–5 |       |           | Tokyo Tatsumi International Swimming Centre, Tokio Scheidsrechters: Viktor Salnichenko (KAZ), György Kun (HUN) |
| 5 augustus 2021 14:00 v | Verslag | Deng 2                                 | Goals | Keuning 5 | Tokyo Tatsumi International Swimming Centre, Tokio Scheidsrechters: Viktor Salnichenko (KAZ), György Kun (HUN) |

| 5 augustus 2021 15:30 v | Verslag | Australië                                         | 14–12 | Canada         | Tokyo Tatsumi International Swimming Centre, Tokio Scheidsrechters: Ursula Wengenroth (SUI), Alessandro Severo (ITA) |
| 5 augustus 2021 15:30 v | Verslag | Scores in periodes: 2–3, 3–2, 3–3, 2–2 . PSO: 4–2 |       |                | Tokyo Tatsumi International Swimming Centre, Tokio Scheidsrechters: Ursula Wengenroth (SUI), Alessandro Severo (ITA) |
| 5 augustus 2021 15:30 v | Verslag | Arancini 5                                        | Goals | vier spelers 2 | Tokyo Tatsumi International Swimming Centre, Tokio Scheidsrechters: Ursula Wengenroth (SUI), Alessandro Severo (ITA) |

### Halve finales
| 5 augustus 2021 18:20 v | Verslag | Russische ploeg                        | 11–15 | Verenigde Staten | Tokyo Tatsumi International Swimming Centre, Tokio Scheidsrechters: Stanko Ivanovski (MNE), Dion Willis (RSA) |
| 5 augustus 2021 18:20 v | Verslag | Scores in periodes: 3–2, 4–4, 2–5, 2–4 |       |                  | Tokyo Tatsumi International Swimming Centre, Tokio Scheidsrechters: Stanko Ivanovski (MNE), Dion Willis (RSA) |
| 5 augustus 2021 18:20 v | Verslag | Bersneva 3                             | Goals | Musselman 5      | Tokyo Tatsumi International Swimming Centre, Tokio Scheidsrechters: Stanko Ivanovski (MNE), Dion Willis (RSA) |

| 5 augustus 2021 19:50 v | Verslag | Spanje                                 | 8–6   | Hongarije  | Tokyo Tatsumi International Swimming Centre, Tokio Scheidsrechters: Nenad Periš (CRO), Vojin Putniković (SRB) |
| 5 augustus 2021 19:50 v | Verslag | Scores in periodes: 2–0, 3–2, 3–2, 0–2 |       |            | Tokyo Tatsumi International Swimming Centre, Tokio Scheidsrechters: Nenad Periš (CRO), Vojin Putniković (SRB) |
| 5 augustus 2021 19:50 v | Verslag | A. Espar 3                             | Goals | Szilágyi 3 | Tokyo Tatsumi International Swimming Centre, Tokio Scheidsrechters: Nenad Periš (CRO), Vojin Putniković (SRB) |

### Wedstrijd om de zevende plaats
| 7 augustus 2021 09:30 v | Verslag | China                                  | 7–16  | Canada      | Tokyo Tatsumi International Swimming Centre, Tokio Scheidsrechters: Nicola Johnson (AUS), Asumi Tsuzaki (JPN) |
| 7 augustus 2021 09:30 v | Verslag | Scores in periodes: 3–4, 2–5, 1–4, 1–3 |       |             | Tokyo Tatsumi International Swimming Centre, Tokio Scheidsrechters: Nicola Johnson (AUS), Asumi Tsuzaki (JPN) |
| 7 augustus 2021 09:30 v | Verslag | Zhang J. 4                             | Goals | Christmas 4 | Tokyo Tatsumi International Swimming Centre, Tokio Scheidsrechters: Nicola Johnson (AUS), Asumi Tsuzaki (JPN) |

### Wedstrijd om de vijfde plaats
| 7 augustus 2021 11:00 v | Verslag | Nederland                              | 7–14  | Australië | Tokyo Tatsumi International Swimming Centre, Tokio Scheidsrechters: Xevi Buch (ESP), Dion Willis (RSA) |
| 7 augustus 2021 11:00 v | Verslag | Scores in periodes: 1–5, 1–3, 2–3, 3–3 |       |           | Tokyo Tatsumi International Swimming Centre, Tokio Scheidsrechters: Xevi Buch (ESP), Dion Willis (RSA) |
| 7 augustus 2021 11:00 v | Verslag | Van de Kraats 3                        | Goals | Gofers 3  | Tokyo Tatsumi International Swimming Centre, Tokio Scheidsrechters: Xevi Buch (ESP), Dion Willis (RSA) |

### Troostfinale
| 7 augustus 2021 13:40 v | Verslag | Hongarije                              | 11–9  | Russische ploeg | Tokyo Tatsumi International Swimming Centre, Tokio Scheidsrechters: Georgios Stavridis (GRE), Frank Ohme (GER) |
| 7 augustus 2021 13:40 v | Verslag | Scores in periodes: 2–2, 5–3, 0–3, 4–1 |       |                 | Tokyo Tatsumi International Swimming Centre, Tokio Scheidsrechters: Georgios Stavridis (GRE), Frank Ohme (GER) |
| 7 augustus 2021 13:40 v | Verslag | Vályi 3                                | Goals | drie spelers 2  | Tokyo Tatsumi International Swimming Centre, Tokio Scheidsrechters: Georgios Stavridis (GRE), Frank Ohme (GER) |

### Finale
| 7 augustus 2021 16:30 v | Verslag | Spanje                                 | 5–14  | Verenigde Staten | Tokyo Tatsumi International Swimming Centre, Tokio Scheidsrechters: Nenad Periš (CRO), Sébastien Dervieux (FRA) |
| 7 augustus 2021 16:30 v | Verslag | Scores in periodes: 1–4, 3–3, 0–5, 1–2 |       |                  | Tokyo Tatsumi International Swimming Centre, Tokio Scheidsrechters: Nenad Periš (CRO), Sébastien Dervieux (FRA) |
| 7 augustus 2021 16:30 v | Verslag | García 2                               | Goals | Musselman 3      | Tokyo Tatsumi International Swimming Centre, Tokio Scheidsrechters: Nenad Periš (CRO), Sébastien Dervieux (FRA) |

## Eindstand
| Pos | Team             | Wed | W | G | V | Ptn | DV | DT | +/− | Eindresultaat                |
| --- | ---------------- | --- | - | - | - | --- | -- | -- | --- | ---------------------------- |
| 1   | Verenigde Staten | 7   | 6 | 0 | 1 | 18  | 64 | 26 | +38 | Goud                         |
| 2   | Spanje           | 7   | 5 | 0 | 2 | 15  | 71 | 37 | +34 | Zilver                       |
| 3   | Hongarije        | 7   | 4 | 1 | 2 | 13  | 46 | 43 | +3  | Brons                        |
| 4   | Rusland          | 7   | 3 | 1 | 3 | 10  | 53 | 61 | −8  | Vierde plaats                |
|     |                  |     |   |   |   |     |    |    |     |                              |
| 5   | Australië        | 7   | 5 | 0 | 2 | 15  | 46 | 33 | +13 | Uitgeschakeld in kwartfinale |
| 6   | Nederland        | 7   | 4 | 0 | 3 | 12  | 75 | 41 | +34 | Uitgeschakeld in kwartfinale |
| 7   | Canada           | 7   | 2 | 0 | 5 | 6   | 48 | 39 | +9  | Uitgeschakeld in kwartfinale |
| 8   | China            | 7   | 2 | 0 | 5 | 6   | 51 | 50 | +1  | Uitgeschakeld in kwartfinale |
|     |                  |     |   |   |   |     |    |    |     |                              |
| 9   | Japan (G)        | 4   | 0 | 0 | 4 | 0   | 44 | 78 | −34 | Uitgeschakeld in groepsfase  |
| 10  | Zuid-Afrika      | 4   | 0 | 0 | 4 | 0   | 7  | 97 | −90 | Uitgeschakeld in groepsfase  |

| Onderdeel                 | Goud             | Zilver | Brons     |
| ------------------------- | ---------------- | ------ | --------- |
| Waterpolotoernooi vrouwen | Verenigde Staten | Spanje | Hongarije |